# Шинари
Шина́ри (рос. Шинары, чув. Шăнар) — присілок у складі Цівільського району Чувашії, Росія. Входить до складу Богатирьовського сільського поселення.
Населення — 4 особи (2010; 10 у 2002).
Національний склад:
- чуваші — 100 %